# Wyomingi Egyetem Jogi Főiskola
A Wyomingi Egyetem Jogi Főiskolája az Amerikai Egyesült Államok Wyoming államának Laramie városában működő intézmény, az állam egyetlen jogi iskolája. 2183 méteres tengerszint feletti magassága miatt „Jog a legmagasabb ponton” néven is utalnak rá. Az 1920-ban alapított iskola a jogász mellett közigazgatási, természeti erőforrási és üzleti jogi képzéseket is indít.
Az Amerikai Ügyvédi Kamara által akkreditált képzéseket elvégzők az USA bármely tagállamában elhelyezkedhetnek. Az iskola az Amerikai Jogi Iskolák Szövetsége és a Coif Rend tagja. A 2018-as statisztika szerint a 2017-ben végzettek 71,4%-a helyezkedett el kilenc hónapon belül teljes munkaidőben.
2024-ben a U.S. News & World Report ranglistájának 111. helyén állt.

## Története
Az 1920-ban alapított intézet tanórái a saját épület 1953-as elkészültéig az egyetemi könyvtárban zajlottak. A hallgatói létszám növekedésével 1977-ben új épületet adtak át, ahol három előadó- és két szemináriumi terem, két szimulációs tárgyalóterem, közösségi tér, könyvtár, valamint oktatói és adminisztratív irodák találhatóak. A könyvtárat 1993-ban alakították ki.

## Szimulációs tárgyalótermek
A 2009-ben elkészült átalakítással a nagy előadóteremből paravánnal leválasztható egy szimulációs tárgyalóterem, mellette pedig egy kisebb található. Ezeket éles helyzetben is használják: a Legfelsőbb Bíróság és a fellebbviteli bíróság is tartott már itt meghallgatásokat.

## Statisztikák
A hallgató–oktató arány 12,4:1. A tandíj 16 ezer és 33 ezer dollár között van. 2018-ban a felvételi vizsgák mediánpontja 152, a tanulmányi átlag mediánja 3,39 volt; ezek Steve Easton 2009-es dékáni kinevezésével kezdtek jelentősen emelkedni. 2013-ban a dékán a rektorral való nézeteltérései miatt lemondott, de a rektor későbbi távozását követően oktató maradt. 2017-ben 74,17% tett sikeres jogi záróvizsgát (többségében Wyomingban vagy Coloradóban). 2016-ban az átlagfizetés a közszférában elhelyezkedők számára 53 ezer, míg a magánszférában elhelyezkedők számára 62 ezer dollár volt.

## George William Hopper Jogi Könyvtár
A több mint 206 ezer dokumentumot tároló könyvtár a főiskola hallgató mellett minden egyetemi polgár és wyomingi lakos számára nyitva áll. Számos adatbázisra (például Lexis és Westlaw) előfizetnek, melyek egy részét külsősök is igénybe vehetik. A létesítményt ügyvédek mellett a saját maguk védelmét ellátók is használják.
Névadója George William Hopper 1956-ban végzett hallgató. Az épületben tanulószobák, illetve a Potter klub által lottón kisorsolt egyszemélyes olvasótermek is vannak. A szorgalmi időszakban a hét minden napján nyitva van.

## Wyoming Law Review
A Wyoming Law Review az intézet hallgatók által szerkesztett, félévente megjelenő folyóirata, amelyet 1946-ban alapítottak.

## Pályakövetés
A 2018-as statisztika szerint a 2017-ben végzettek 71,4%-a helyezkedett el kilenc hónapon belül teljes munkaidőben, 15,7% pedig munkanélküli, továbbtanul, illetve határozott vagy részmunkaidős állásban dolgozik.

## Tandíjak
A 2018–2019-es tanévben a tandíj, lakhatási kiadások és egyék költségek összege a wyomingiak számára 32 628, míg a nem wyomingiak számára 49 483 dollár volt; az álláthatósági jelentés szerint a hároméves képzés költségei összesen 122 909, illetve 187 400 dollár.

## Nevezetes hallgatók
- James L. Applegate, képviselő[14]
- James E. Barrett, államügyész[15]
- Ken Buck, képviselő[16]
- Dave Freudenthal, Wyoming kormányzója[17]
- Oscar A. Hall, képviselő[18]
- John J. Hickey, szenátor[19]
- William U. Hill, a Legfelsőbb Bíróság vezető bírája[20]
- Matt Mead, Wyoming kormányzója[21]
- Michael R. Murphy, fellebbviteli bíró[22]
- Ed Murray, Wyoming államminisztere[23]
- Bob Nicholas, képviselő[24]
- Terrence L. O’Brien, fellebbviteli bíró[25]
- Charles Pelkey, kisebbségi képviselő[26]
- Gregory A. Phillips, fellebbviteli bíró[27]
- Alan K. Simpson, szenátor[28]
- Gerry Spence, ügyvéd[29]
- Mike Sullivan, az USA írországi nagykövete[30]
- James G. Watt, belügyminiszter[31]

## Nevezetes oktató
- Johanna Bond, a Rutgers Jogi Intézet dékánja[32]

## Fordítás
- Ez a szócikk részben vagy egészben  az   University of Wyoming College of Law című angol Wikipédia-szócikk ezen változatának fordításán alapul.  Az eredeti cikk szerkesztőit annak laptörténete sorolja fel. Ez a jelzés csupán a megfogalmazás eredetét és a szerzői jogokat jelzi, nem szolgál a cikkben szereplő információk forrásmegjelöléseként.